# Ophrys torrensis
Ophrys torrensis là một loài thực vật có hoa trong họ Lan. Loài này được H.Dekker mô tả khoa học đầu tiên năm 1999.